# Biblioteca d'Apol·lodor
La Biblioteca d'Apol·lodor (en grec antic: Ἀπολλοδώρου βιβλιοθήκη, Apol·lodoru bibliotheke) és un compendi de mitologia grega escrita en grec per un autor anònim cap al segle ii dC, convencionalment anomenat Pseudo-Apol·lodor. Constitueix una de les fonts més completes i més útils sobre mitologia grega.

## Autor
Els manuscrits indiquen que la Biblioteca és obra de cert Apol·lodor, sense que es puga precisar de qui es tracta. El patriarca Foci fa un resum de l'obra en el seu Miròbiblon, i identifica l'autor amb Apol·lodor d'Atenes, un gramàtic del segle ii aC. A partir de llavors, i sobretot a partir de la publicació de l'editio princeps el 1555 per part de Benedetto Egio, es considerà unànimament escrita pel gramàtic Apol·lodor.
Segles més endavant, el 1873, Carl Robert posà en qüestió aquesta identificació, argumentant, entre altres punts, que la Biblioteca cita Càstor de Rodes, un autor del segle i aC, posterior a l'Apol·lodor atenès. Actualment, es considera que la Biblioteca va ser escrita per un altre Apol·lodor, que convencionalment es denomina Pseudo-Apol·lodor.

## Gènere i estil
Es tracta d'una obra en prosa que resumeix tota la mitologia grega de manera cronològica. El text ha perviscut de manera incompleta, interromput mentre explica la història de Teseu, i la resta del contingut només és conegut per l'existència d'una sèrie d'epítoms que en resumeixen el contingut.
L'obra pretén ésser un compendi de tot l'univers mitològic grec; d'aquí el títol de Biblioteca, en l'accepció de 'conjunt de llibres'. Es tracta, de fet, d'un manual mitogràfic pensat per fer servir escolarment, i per això fa servir un llenguatge planer i evita els detalls i les versions més cruels i immorals dels mites.
Pel que fa a l'estil, la Biblioteca se situa dins el moviment de la segona sofística, en el qual els autors tenien un "desig de ressuscitar un passat tingut per gloriós". És per això que l'autor té preferència per les fonts arcaiques, i negligeix les variants més novel·lesques i retorçades, a més d'evitar referències a Roma i a realitats pròpies de la història més recent. Per aquest motiu, els principals autors que cita i segueix són Homer i els poetes cíclics, especialment el cicle troià i el cicle tebà, a més dels logògrafs del segle v aC, com Acusilau, Ferecides, Herodor i Hel·lanic; els tràgics, i principalment Eurípides; i altres poetes d'època hel·lenística, sobretot Apol·loni de Rodes.

## Resum
El contingut de la Biblioteca és el següent:
| Llibre I 1. Teogonia: naixement de Zeus 2. Teogonia: la Titanomàquia 3. Teogonia: els déus olímpics 4. Apol·lo i Àrtemis 5. Demèter i Persèfone 6. La Gigantomàquia, Tifó 7. Prometeu, Deucalió, les filles d'Èol 8. Eneu, Melèagre, Tideu 9. Fills d'Èol, Melamp, Admet, Pèlies, els argonautes | Llibre II 1. Io, les danaides 2. Pretos i els prètides 3. Bel·lerofont 4. Perseu i els descendents: Amfitrió, Hèracles 5. Els dotze treballs d'Hèracles 6. Les guerres d'Hèracles 7. Els heraclides |

| Llibre III 1. Europa, Minos, Pasífae 2. Catreu 3. Glauc 4. Cadme, Sèmele, Actèon 5. Dionís, Antíope, Amfíon i Zetos, Èdip 6. Els Set contra Tebes 7. Els epígons 8. Licàon, Cal·listo 9. Auge, Atalanta 10. Les plèiades, Hermes, Coronis, Asclepi, Leda, els pretendents d'Hèlena 11. Els dioscurs 12. Dàrdan, Ilos, Príam, Èac, Telamó 13. Tetis i Peleu 14. Cècrops, Adonis, Tereu i Procne, Erictoni 15. Cèfal, Oritia, Eumolp, Egeu 16. Teseu | Epítom 1. Teseu 2. Tàntal, Pèlops, Atreu 3. La Guerra de Troia: les antehomèriques 4. La Guerra de Troia: la Ilíada 5. La Guerra de Troia: les posthomèriques 6. La Guerra de Troia: els retorns 7. La Guerra de Troia: l'Odissea i la Telegonia |

## Edicions i traduccions
- Apollodorus. The library. 2 vols. Translated by Sir James George Frazer.  Loeb Classical Library, 1921. (anglès) (grec)
  - Versió en línia de la traducció Arxivat 2024-12-17 a Wayback Machine.
  - Versió en línia del text grec al projecte Perseus
- Apolodoro. Biblioteca mitológica. Edición de José Calderón Felices.  Ediciones Akal, 1987. ISBN 8446054353. (castellà)
  - Versió en línia amb el text grec al costat Arxivat 2024-06-30 a Wayback Machine.
- Biblioteca de relats mitològics. Traducció d'Àngela Carramiñana Pérez.  Barcelona: Irina, 1990. (català)
- Apollodore. Le détail de la Bibliothèque. Traducció d'Hugo Bratelli (2002) (francès)
- Francesc J. Cuartero i Iborra (2010-2012), inacabada (català) (grec)
  -  Pseudo-Apol·lodor. Biblioteca. Vol. I. Introducció, text revisat, traducció i notes de Francesc J. Cuartero i Iborra.  Barcelona: Fundació Bernat Metge, 2010 (Escriptors Grecs, 380). ISBN 978-84-9859-152-1.
  -  Pseudo-Apol·lodor. Biblioteca. Vol. II. Introducció, text revisat, traducció i notes de Francesc J. Cuartero i Iborra.  Barcelona: Fundació Bernat Metge, 2012 (Escriptors Grecs, 388). ISBN 978-84-9859-200-9.